# ジョン・アーマー・ビンガム

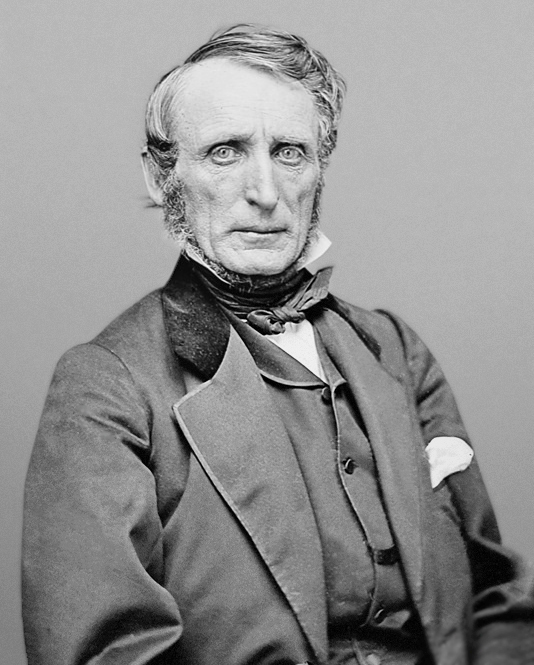
ジョン・アーマー・ビンガム

ジョン・アーマー・ビンガム（John Armor Bingham, 1815年1月21日 - 1900年3月19日）は、アメリカ合衆国オハイオ州選出の元下院議員、アメリカ合衆国憲法修正第14条を草稿した。リンカーン大統領暗殺事件の裁判では判事の一人として活躍。1873年9月から1885年7月までの約12年間、駐日アメリカ合衆国大使として責務を担った。